# Sylvie Béliveau
Sylvie Béliveau (* 8. Dezember 1963 in Sherbrooke, Québec) ist eine ehemalige kanadische Fußballtrainerin und -funktionärin.

## Sportlicher Werdegang
Béliveau studierte an der Université de Sherbrooke und der University of Alberta, parallel schloss sie eine Fußballtrainerausbildung ab. 1988 stieß sie als Assistentin von Nationaltrainer Neil Turnbull zur kanadischen Frauennationalmannschaft. In dieser Rolle gehörte sie zum Funktionsteam beim FIFA-Einladungsturnier 1988 und der CONCACAF Women’s Championship 1991, ehe sie selbst im Sommer 1991 als Turnbull-Nachfolgerin zur Nationaltrainerin aufstieg. Hatte die Auswahlmannschaft aufgrund einer 0:5-Niederlage im April 1991 gegen die US-Mannschaft im Play-Off-Finale die Qualifikation für die WM-Endrunde 1991 verpasst, gelang nach einem dritten Platz bei der CONCACAF Women’s Championship 1993 durch die Vizemeisterschaft bei der CONCACAF Women’s Championship 1994 hinter den USA die Qualifikation für die WM-Endrunde 1995. Nach Niederlagen gegen Norwegen und England sowie einem Remis gegen Nigeria schied die Mannschaft als schlechtester Gruppendritter vorzeitig aus. Anfang 1996 kehrte Turnbull als Cheftrainer zurück und sie nahm andere Aufgaben bei der Canadian Soccer Association wahr, zudem war sie zeitweise für das Frauenfußballprogramm der McGill University zuständig. Dabei saß sie zwischen 1998 und 1999 sowie erneut zwischen 2002 und 2003 als für Frauenfußball zuständiges Mitglied im Vorstand des Verbandes. Unter Nationaltrainer John Herdman gehörte sie wieder zeitweise zum Trainerstab, als die Auswahlmannschaft an den Olympischen Sommerspielen 2012 und 2016 teilnahm und 2012 die Bronzemedaille gewann.
Bei verschiedenen FIFA-Turnieren im Erwachsenen- und Jugendbereich gehörte Béliveau jeweils zur Technischen Überwachungskommission. 2022 wurde sie in die Canada Soccer Hall of Fame aufgenommen.